# Art étrange
Terme utilisé dans l’univers fictif de Dune, l’Art étrange fait partie d’une spécialité martiale à main nue. 
Elle incorpore les méthodes de l’entraînement Prana-Bindu.
L’Art étrange optimise le contrôle des muscles et de cette façon permet de distribuer des coups plus puissants et de se déplacer avec extrême vitesse et précision. 
Le principe conducteur derrière l’Art étrange est comme le dit Farad'n Corrino « Mon esprit contrôle ma réalité ! ».
Celui qui utilise l’Art étrange doit « savoir » que l’action qu’il veut accomplir s’est déjà accomplie..

## Référence
1. ↑  Frank Herbert (trad. de l'anglais), Les Enfants De Dune [« Children Of Dune »], Paris, France, Robert Lafont, 1978, 348 p. [détail de l’édition] (ISBN 978-2-266-02665-9, BNF 37168288), page 367